# NGC 1993
NGC 1993 (również PGC 17487) – galaktyka eliptyczna (E-S0), znajdująca się w gwiazdozbiorze Zająca. Odkrył ją William Herschel 6 lutego 1785 roku.